# National Party of Australia
De National Party of Australia (NPA) is een Australische politieke partij.
Aanvankelijk heet de partij Australian Country Party (ACP), aangezien ze haar stemmen grotendeels in agrarische gebieden werft. In 1975 neemt men de naam National Country Party (NCP) aan om zes jaar later in 1982 de huidige naam te gaan gebruiken. Sinds 2003 voeren ze campagne onder de naam The Nationals, hoewel de partijnaam officieel dezelfde is gebleven. Sinds de Tweede Wereldoorlog, en daarvoor ook al, vormen The Nationals vaak een coalitie met de Liberal Party of Australia. In Queensland zijn de liberale en nationale afdelingen recent versmolten tot de Liberal National Party, waar dat in het Noordelijk Territorium zelfs al in de jaren zeventig gebeurde.

## Geschiedenis
De Country Party ontstaat in 1913 in West-Australië uit veehouders die vrezen dat de socialisten hen met ongunstige maatregelen willen treffen. In 1920 volgt de nationale oprichting van de partij uit de Victorian Farmers Union (VFU) en de Farmers and Settlers Party uit New South Wales. De landbouwers zijn op dat moment ontevreden over het door de Nationalist Party, de voorloper van de Liberal Party, gevoerde beleid. Eerste leider van de partij wordt William McWilliams. Hij verlaat de partij echter al in 1921 en wordt opgevolgd door Earle Page.

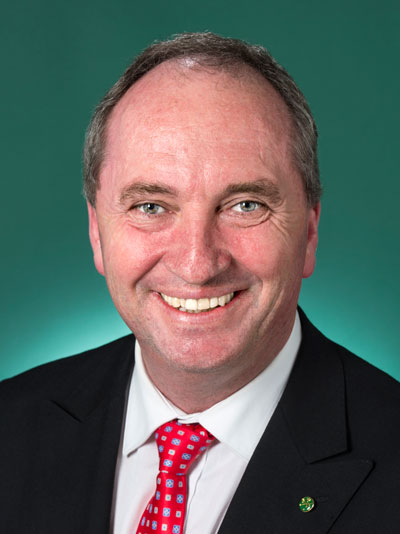
De huidige leider van The Nationals Barnaby Joyce

In 1922 kan de Country Party de nationalisten van hun absolute meerderheid houden. In de coalitiegesprekken met de Nationalist Party van Stanley Bruce verkoopt Page zijn huid duur. De coalitie komt er alsnog en houdt stand tot de verkiezingsnederlaag van 1929. Wanneer men enkele jaren later, in 1931, de conservatieve krachten probeert te groeperen weigert Page toe te treden tot de United Australia Party (UAP). Als gevolg daarvan zal de Country Party niet meer deelnemen aan een regering met de UAP in diezelfde jaren 1930.
Tot 1939 blijft Page aan het hoofd van de Country Party. Na de dood van eerste minister Joseph Lyons zal hij hem vervangen tot hij op zijn beurt wordt opgevolgd door Robert Menzies, de nieuw verkozen liberale leider. In 1940 wordt Arthur Fadden de nieuwe leider van de Country Party. Ook hij zal korte tijd interim-regeringsleider zijn na het aftreden van Menzies. Labor-leider John Curtin komt nu aan het hoofd van de regering, terwijl Fadden tot de oprichting van de Liberal Party (in 1945) oppositieleider blijft.
In 1949 slagen de conservatieve krachten er in de verkiezingen te winnen. Robert Menzies komt terug als Prime Minister met coalitiepartner Fadden. Fadden blijft aan tot 1958 en wordt dan opgevolgd door John McEwen. Hij speelt als minister van Handel een belangrijke rol bij het sluiten van nieuwe handelsakkoorden, niet enkel met Groot-Brittannië en Nieuw-Zeeland, maar ook met de Sovjet-Unie. In die tijd beleeft de Country Party het toppunt van haar macht. Regeringsleider Menzies wordt in 1966 opgevolgd door Harold Holt. Een jaar later moet ook die opgevolgd worden. McEwen houdt de benoeming van William McMahon als eerste minister tegen, waardoor uiteindelijk John Gorton regeringsleider zal worden.
De partij mag dan wel vrij machtig zijn, electoraal verliest ze steeds meer terrein. Het kiezerskorps van de Country Party slinkt en de partij verliest ook veel aanhang aan de liberalen. Een alliantie met de Democratic Labor Party (DLP) onder de naam ‘’National Alliance’’ kent in de verkiezingen van 1974 weinig succes en wordt niet verdergezet. In datzelfde jaar vormen in het Noordelijk Territorium de leden van de Liberal Party en de Country Party samen de Country Liberal Party. Die partij bestaat tot vandaag in het Noordelijk Territorium en vertegenwoordigt er nog steeds zowel de liberalen als The Nationalists.
In een poging om in de stedelijke gebieden de aanhang te vergroten wordt de partij in 1975 omgedoopt tot National Country Party. Later in de jaren zeventig ontstaat er zelfs onenigheid en splitst de partij in twee. Enerzijds is er de nieuwe National Party, anderzijds de National Country Party (die in de federale regering blijft) die beide beschikken over drie parlementszetels. Nadat de sociaaldemocraten in de vroege jaren 1980 opnieuw aan de macht komen, verzoenen beide groepen zich. Ondertussen krijgt de partij electoraal wel klappen.
In de jaren 1990 worden The Nationals bedreigd vanuit twee kampen, en eigenlijk zelfs vanuit drie. Nog steeds trekken de liberalen kiezers aan en daarnaast is er de opkomst van de rechtse One Nation Party die onder meer hard van leer trekt tegen het multiculturalisme. Daarbij komt nog dat nu ook Labor aanhang werft in gebieden in Queensland, die voorheen behoren tot het territorium van de National Party.
Het steeds grotere succes van de sociaaldemocraten, ook in de afzonderlijke staten, maakt de banden tussen de liberalen en The Nationals enigszins losser. Beide laatste partijen gunnen elkaar in oppositietijden immers een grotere vrijheid. In 2008 wordt in Queensland de Liberal National Party (LNP) opgericht uit de lokale liberale en nationale afdelingen. Die partij kan echter niet verhinderen dat in Queensland de sociaaldemocraten aan de macht komen. Andere lokale afdelingen van The Nationals zoeken ook toenadering tot de liberalen, of doen dat juist niet en komen afzonderlijk op bij verkiezingen.

## Ideologie
Een historische slogan van de partij, Countrymindedness, verraadt meteen een deel van haar achterliggende ideologie. Daarin spelen de elementen fysiocratisme, het idee dat de rijkdom van de natie in natuur en landbouw moet worden gezocht, populisme en decentralisme een belangrijke rol. Aanhang in de steden komt er aanvankelijk omdat steeds meer plattelanders zich in stedelijke gebieden gaan vestigen. Anderzijds knagen kleinere verschillen tussen stad en platteland aan de aanhang van de Country Party.